# Tipula (Lunatipula) canakkalensis
Tipula (Lunatipula) canakkalensis is een tweevleugelige uit de familie langpootmuggen (Tipulidae). De soort komt voor in het Palearctisch gebied.